# Sončev čas
Sončev čas je čas, s katerim merimo položaj Sonca na nebesni krogli. 

Sončev čas je v resnici časovni kot, ki ga izražamo v časovnih merskih enotah. Pri merjenju se upošteva navidezno središče Sončeve ploskve. 

Naprave za merjenje so sončne ure. 
Krajevni Sončev čas je Sončev čas v kraju, kjer se nahaja opazovalec. Sončev čas je odvisen od zemljepisne dolžine nahajališča merilne naprave.

## Pravi Sončev čas
Pravi Sončev čas je časovni kot Sonca. Sončev dan se prične 
opoldan. Tako Sončev čas 00:00 pomeni poldne, čas 12:00 pa je polnoč. Dolžina Sončevega dne se spreminja preko leta, ker tirnica Zemlje okoli Sonca ni krožnica, ampak je elipsa. Hitrost gibanja Zemlje je večja v periheliju. Zaradi tega je navidezni Sončev dan krajši v marcu in septembru, daljši pa je v juniju in decembru. V praksi se zaradi različnih dolžin Sončevega dneva uporablja srednji Sončev čas, ki vsebuje enako dolge Sončeve dneve.

## Srednji Sončev čas
Pravi Sončev čas je zelo neprimeren za splošno uporabo zaradi neenakih Sončevih dnevov. Srednji Sončev dan je celoletno povprečje Sončevega dne. Sonce ni vedno v položaju, ki ga določa trenutna Sončeva ura. Razlika je lahko tudi do 16 minut.
Za splošno uporabo je bolj primeren srednji Sončev čas. Ta čas je določen z izmišljenim Soncem, ki bi v ravnini ekvatorja z enakomerno hitrostjo obkrožalo Zemljo (pri tem pa bi bilo v istem položaju kot resnično Sonce, ko je Zemlja v afeliju oziroma periheliju) . S tem dobimo Sončeve dneve, ki imajo preko celotnega leta dolžino 24 ur. 

Srednji Sončev čas se je povečal za okoli 2 milisekund, odkar je bil dolg točno 86.400 s. Tako je bil leta 1999 dolg 86.400,002 s.
V 100 letih se poveča za približno 1,4 ms. Povečanje srednjega Sončevega dne je posledica plimskega pospeška Lune in odgovarjajočega pojemajočega gibanja Zemlje.

## Časovna enačba
Razlika med srednjim in pravim Sončevim časom se imenuje časovna enačba.